# Нерезидент
Нерезиденты (англ. non-resident) — юридические, физические лица, действующие в одном государстве, но постоянно проживающие в другом.
Также это могут быть организации, не являющиеся юридическими лицами, созданные в соответствии с законодательством иностранных государств, или находящиеся в стране иностранные дипломатические и иные официальные представительства, а также международные организации, их филиалы и представительства.

## Описание
Термины резидент и нерезидент обычно используются вместе со словами гражданин и иностранец, когда граждане являются резидентами, а иностранцы — нерезидентами. Но иногда бывают случаи, когда гражданин одной страны постоянно живет на территории другой, и получается, что этот человек нерезидент в стране своего гражданства. А иностранцы могут жить в чужой стране и, при этом, быть её резидентами.
Резидент — физическое лицо, которое живет в стране на постоянной основе и платит в ней налоги. Нерезидентами становятся те, кто временно проживает на территории страны, туристы и некоторые категории физических лиц. В международных договорах обычно используется как критерии, которые разграничивают понятия резидент или нерезидент, — цели и сроки пребывания иностранца на территории страны. Если иностранец находится в стране меньше 180 дней в году в медицинских или туристических целях, он не рассматривается как резидент. Дееспособность нерезидента уполномоченные органы определяют согласно законам страны, гражданином которой он является. Нерезидент не должен платить налоги в стране пребывания.

## В России
В Российском законодательстве понятия резидент и нерезидент Российской Федерации толкуются в двух нормативно-правовых актах:
- Федеральный закон о валютном регулировании и валютном контроле N 173-ФЗ от 10.12.2003 года
- часть вторая Налогового Кодекса Российской Федерации.

В сфере валютного регулирования, в  соответствии с Федеральным законом N 173-ФЗ, резидентами РФ являются: физические лица, являющиеся гражданами Российской Федерации; а также лица, постоянно проживающие в Российской Федерации на основании вида на жительство, предусмотренного законодательством Российской Федерации, иностранные граждане и лица без гражданства; юридические лица, созданные в соответствии с законодательством Российской Федерации.
К нерезидентам согласно данному закону, относятся все остальные физические лица, не являющиеся резидентами. То есть, не обладающие признаками резидента, указанными выше.
Для целей налогообложения понятие резидент РФ раскрывается в ст. 207 Налогового Кодекса РФ. Так, налоговыми резидентами признаются физические лица, фактически находящиеся в Российской Федерации не менее 183 календарных дней в течение 12 следующих подряд месяцев. Период нахождения физического лица в Российской Федерации не прерывается на периоды его выезда за пределы территории Российской Федерации для краткосрочного (менее шести месяцев) лечения или обучения, а также для исполнения трудовых или иных обязанностей, связанных с выполнением работ (оказанием услуг) на морских месторождениях углеводородного сырья.

Независимо от фактического времени нахождения в Российской Федерации налоговыми резидентами Российской Федерации признаются российские военнослужащие, проходящие службу за границей, а также сотрудники органов государственной власти и органов местного самоуправления, командированные на работу за пределы Российской Федерации. В Российской Федерации нерезиденты платят НДФЛ 30%.